# Tomasz ze Zbrudzewa
Tomasz ze Zbrudzewa (zwany też Łysym, ur. ok. 1500 w Zbrudzewie, zm. 1567 prawdopodobnie w Lubiniu) – mnich benedyktyński, tłumacz Biblii na język polski i jej popularyzator wśród ludu.
Po ukończeniu studiów był księdzem w Poznaniu. W 1536 złożył śluby zakonne w klasztorze Benedyktynów w Lubiniu, gdzie od 1538 do końca życia był przeorem. Zachowało się po nim kilkanaście rękopisów, głównie o treści religijnej - pisane po łacinie i bogato glosowane po polsku. Glosy zawierają wiele ciekawego materiału obyczajowego z pierwszej połowy XVI wieku. Opracował m.in. dwutomowy słownik biblijny, tzw. mamotrept pochodzący z lat 1548 oraz 1549. Wykłada w nim swoje poglądy na temat konieczności przybliżenia prostym warstwom społecznym Biblii w języku polskim, jako kontrapunktu dla tłumaczeń protestanckich. 
Znany przede wszystkim jako autor zachowanych rękopiśmiennych przekładów fragmentów Biblii, m.in. pełnego tłumaczenia Apokalipsy św. Jana. Tekst świadczy o samodzielnym przekładzie, z użyciem znacznie starszego egzemplarza Biblii (występują archaizmy). W tekście dochodzą do głosu indywidualne cechy językowe, a mianowicie wielkopolskie elementy dialektyczne.